# 類比式行動電話系統

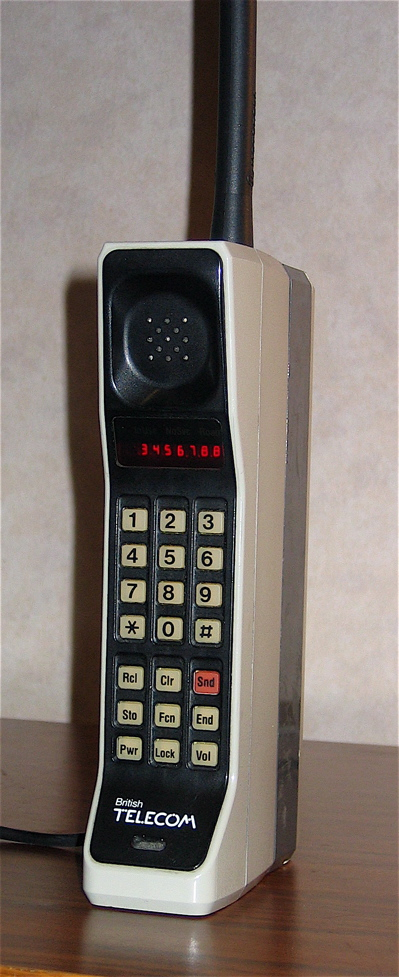
Motorola DynaTAC 8000X TACS移动电话

高级移动电话系统（英語：Advanced Mobile Phone System，缩写AMPS）又稱類比式行動電話系統、北美行動電話系統，是由贝尔实验室开发的基于模擬信號的第一代行動電話系統。
AMPS於1980年在美國發展，是一種蜂巢式系統，將所涵蓋的區域劃分為細胞群，使用800MHz的UHF頻段。因易受電波干擾及竊聽，2000年代後逐漸被全球行動通訊系統（GSM）所取代。
AMPS于1983年10月13日引入美洲，1986年引入以色列、1987年引入澳大利亚、1988年引入新加坡、1990年引入巴基斯坦。它在二十世纪八十年代到二十一世纪初是北美洲及其他地区的主要移动电话系统。截至2008年2月18日，美国各运营商已不再支持AMPS，AT&T和威訊通訊已永久终止此服务。AMPS于2000年9月在澳大利亚停运，2004年10月在巴基斯坦停运，2010年在以色列和巴西停运。